# 熱帶風暴桃芝 (2007年)
熱帶風暴桃芝 （英語：Tropical Storm Toraji，國際編號：0703，聯合颱風警報中心：03W）是2007年太平洋颱風季第3個被命名的熱帶氣旋。「桃芝」一名由朝鮮提供，是一種花名。這種花生於朝鮮深山中，常在人不察覺時盛開，可食用及藥用。

## 氣象歷史
7月2日，中国气象局发现一热带低压在海南岛之东南形成，桃芝於7月3日在海口以南約180公里發展為熱帶低氣壓，初時西北偏西移動，橫過海南島。
7月5日早上，桃芝進入北部灣並一度增強為熱帶風暴，其後於下午減弱為熱帶低氣壓並登陸廣西防城港東興市，當晚減弱為低壓區。

## 影響

### 中國大陸

#### 海南
桃芝於7月4日在海南島的萬寧市附近登陸。當時未有任何傷亡報告。

#### 廣西
受桃芝影響，北部灣海面出現了8-9級、陣風12級的大風，其中潿洲島和防城港分別出現了12級和9級的陣風。桂南部分地區出現了中到大雨，局部大到暴雨。
桃芝為廣西部份地區帶來大雨，逾6,700公頃農作物受災，倒塌房屋378間，損壞房屋946間，直接經濟損失超過7,300萬人民幣。
廣西氣象臺在7月5日下午2時發佈颱風橙色預警信號，登陸不久後除下。

### 越南
桃芝於7月5日在越南的極東端登陸，由於桃芝進入越南時強度較弱，因此傷亡不大。